# Jošt II. z Rožmberka
Jošt II. z Rožmberka (11. listopadu 1430 – 12. prosince, 1467 Nisa) byl český šlechtic z rodu Rožmberků a římskokatolický duchovní. Vykonával úřad biskupa vratislavského, byl knížetem niským a generálním převorem českých johanitů.

## Životopis
Druhorozený syn Oldřicha z Rožmberka a Kateřiny z Vartemberka vstoupil v mladém věku do řádu johanitů a v roce 1452 se stal jejich generálním převorem. Od roku 1450 byl též proboštem u sv. Víta v Praze, v roce 1453 přijal kněžské svěcení a o tři roky později byl zvolen vratislavským biskupem. Protože byl věrný svému otci Oldřichu II. z Rožmberka, odmítl volit a následně i korunovat českého krále Jiřího z Poděbrad, ale i přesto měl v politice na mysli obecný prospěch Českého království a často se pokoušel mírnit vztahy mezi katolíky a utrakvisty. V červenci 1463 se účastnil zemského sněmu v Brně, kde se postavil na stranu Jiřího z Poděbrad. Roku 1466 byla nad Jiřím vyhlášena klatba a Jošt se postavil na stranu papeže, Joštovo vojsko bylo poraženo v bitvě u Pačkova 11. června 1467 Ctiborem Tovačovským z Cimburka.
Do historie vstoupil jako "tlustý biskup", neboť měl prý vřelý vztah k jídlu. Uměl špatně německy, proto kázal raději v latině, té však příliš nerozuměli vratislavští Němci, přestože byl jinak vynikající kazatel. Zemřel ve věku 37 let v roce 1467. Jeho ostatky jsou uloženy ve vratislavské katedrále.